# Tranvia Padova-Malcontenta-Fusina
La tranvia Padova-Malcontenta-Fusina, con la diramazione Malcontenta-Mestre, era una tranvia extraurbana costruita per collegare in maniera capillare Padova, le frazioni e i paesi del circondario con Venezia. Elettrificata nel 1909, la linea caratterizzò il panorama e l'economia della riviera del Brenta fino alla sua chiusura, avvenuta nel 1954.

## Storia

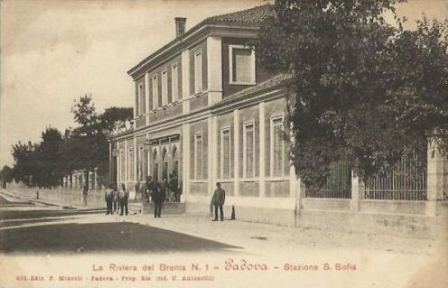
La stazione di Padova Santa Sofia

La tranvia, detta anche il trenino del Brenta, venne realizzata in tempo abbastanza breve: autorizzata dal Ministero per i lavori pubblici il 21 luglio 1884, la tratta Padova Santa Sofia-Ponte di Brenta fu attivata il 5 ottobre 1885, seguita rispettivamente l'11 e 14 ottobre dai tronchi Ponte di Brenta-Dolo e Dolo-Fusina; il 14 settembre 1885 la linea fu completata con la diramazione fra Malcontenta e Mestre.
La concessione venne rilasciata alla Società delle Guidovie Centrali Venete (GCV) che era una azienda il cui controllo societario era in mano alla Società Veneta di Padova.
In conseguenza dello sviluppo rapido delle esigenze di trasporto dell'area padovana, interessata da un crescente sviluppo industriale ed economico, nel 1906 gli azionisti della Società Veneta approvarono un piano di potenziamento degli impianti che prevedeva la graduale adozione della trazione elettrica e un prolungamento urbano a Padova dalla stazione di Santa Sofia alla più centrale piazza Garibaldi. Il Comune di Padova approvò il passaggio dei binari sulle strade urbane, che iniziarono ad essere percorse dai convogli passeggeri a partire dal 19 maggio 1909, data ufficiale di avvio anche della trazione elettrica che tuttavia entrò a pieno regime solo il 1º maggio 1910. La tratta urbana, parzialmente in comune con la tranvia Padova-Piove di Sacco, rimase tuttavia in esercizio per un tempo relativamente ridotto, essendo stata soppressa già il 14 maggio 1928 per volere del Comune di Padova, causando sensibile calo dell'utenza; durante tale periodo il 1º dicembre 1919 venne soppressa la fermata urbana del ponte sul Piovego.
Nel 1927 venne approvato un progetto di variante, presentato il 2 novembre 1925, che prevedeva lo spostamento a Oriago del binario tranviario nella stazione della costruenda ferrovia Adria-Mestre; la fermata originaria di Oriago fu dunque soppressa nel 1931.
Ripreso il servizio dopo le interruzioni imposte dai danni subiti durante la seconda guerra mondiale, nel 1947 venne studiata la possibilità di filoviarizzazione della linea per permettere il prolungamento della relazione fino a Venezia, in piazzale Roma, sfruttando la rete filoviaria mestrina. Venne pertanto posato un breve tratto di bifilare su cui testare un prototipo di filobus realizzato dall'Officina Meccanica della Stanga.
Le condizioni economiche erano nel frattempo profondamente mutate: l'avvento della motorizzazione privata e una politica a quel tempo non favorevole ai sistemi di trasporto rapido di massa condusse la Società Veneta a valutare la sostituzione con autoservizio della tranvia, che fu ufficialmente soppressa il 1º febbraio 1954.

## Caratteristiche
| Unused urban continuation backward |

| Unknown route-map component "uexBHF" |

|  |  | Unused straight waterway |  | Unknown route-map component "uexKBHFa" |

|  |  | Unused straight waterway | Unknown route-map component "uexKBHFaq" | Unknown route-map component "uexABZg+r" |

|  |  | Unknown route-map component "uexABZgl" | Unused transverse waterway | Unknown route-map component "uexABZgr" |

|  |  | Unknown route-map component "uexABZgl" | Unknown route-map component "uexSTR+r" | Unknown route-map component "uexHST" |

|  |  | Unknown route-map component "uexABZg+l" | Unknown route-map component "uexKRZ" | Unknown route-map component "uexSTRr" |

|  |  | Unused straight waterway | Unknown route-map component "uexSTRl" | Unknown route-map component "uexCONTfq" |

| Unknown route-map component "uexHST" |

| Unknown route-map component "CONTgq" | Unknown route-map component "uxmKRZ" | Unknown route-map component "CONTfq" |

| Unknown route-map component "uexHST" |

| Unknown route-map component "uexBHF" |

| Unknown route-map component "uexBHF" |

| Unknown route-map component "uexHST" |

| Unknown route-map component "uexhKRZWae" |

| Unknown route-map component "uexHST" |

| Unknown route-map component "uexHST" |

| Unknown route-map component "uexHST" |

| Unknown route-map component "uexHST" |

| Unknown route-map component "uexHST" |

| Unknown route-map component "uexHST" |

| Unknown route-map component "uexHST" |

| Unknown route-map component "uexHST" |

| Unknown route-map component "uexHST" |

| Unknown route-map component "uexHST" |

|  | Unknown route-map component "uexSTR+l" | Unknown route-map component "uexABZgr" |  |  |

| Unknown route-map component "CONTgq" | Unused waterway under railway bridge | Unknown route-map component "uxmABZg+r" |  |  |

|  | Unknown route-map component "uexHST" | Station on track |  |  |

|  | Unused straight waterway | Unknown route-map component "uxmABZgl" | Unknown route-map component "CONTfq" |  |

|  | Unknown route-map component "uexSTRl" | Unknown route-map component "uexABZg+r" |  |  |

| Unknown route-map component "uexHST" |

| Unknown route-map component "uexBHF" |

| Unknown route-map component "uexBHF" |

|  |  | Unknown route-map component "uexABZgl" | Unknown route-map component "uexCONTfq" |  |

| Unknown route-map component "uexHST" |

| Unknown route-map component "uexKBHFe" |

|  | Continuation backward |

| Unknown route-map component "CONTgq" | Unknown route-map component "emABZq%2Br" | Transverse track | Unknown route-map component "ABZg+r" |  |  |

| Unused straight waterway | Unknown route-map component "uexKBHFa" | Station on track |  |

| Unknown route-map component "uexSTRl" | Unknown route-map component "uexABZg+r" | Straight track |  |

| Unused straight waterway | Continuation forward |

| Unknown route-map component "uexHST" |

| Unknown route-map component "uexABZg+l" | Unknown route-map component "uexCONTfq" |

| Unknown route-map component "uexBHF" |

| Unused urban continuation forward |

| Unused urban continuation backward |

| Unknown route-map component "uexBHF" |

|  |  | Unused straight waterway |  | Unknown route-map component "uexKBHFa" |

|  |  | Unused straight waterway | Unknown route-map component "uexKBHFaq" | Unknown route-map component "uexABZg+r" |

|  |  | Unknown route-map component "uexABZgl" | Unused transverse waterway | Unknown route-map component "uexABZgr" |

|  |  | Unknown route-map component "uexABZgl" | Unknown route-map component "uexSTR+r" | Unknown route-map component "uexHST" |

|  |  | Unknown route-map component "uexABZg+l" | Unknown route-map component "uexKRZ" | Unknown route-map component "uexSTRr" |

|  | Unknown route-map component "uexCONTgq" | Unknown route-map component "uexSTRr" | Unused straight waterway |  |

|  | Unknown route-map component "exCONTgq" | Unknown route-map component "exABZ%2Brml" | Unknown route-map component "uexSTRr" |  |

| Unknown route-map component "exKDSTe" |

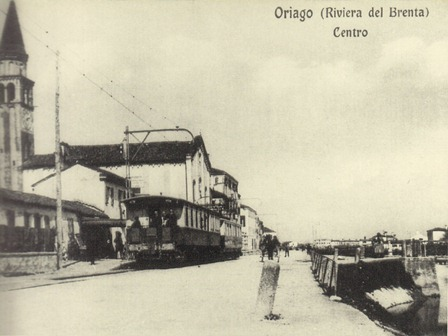
Oriago Centro

La linea da Padova a Fusina, dalla lunghezza complessiva di 34,5 km, si snodava prevalentemente su strade pubbliche, con un totale di 3,7 km in sede propria. Il binario, a differenza di quelli della rete urbana, era a scartamento ordinario di 1.445 mm, armato con rotaie Vignoles da 17 kg/m. La pendenza massima, imposta dalle rampe di accesso al ponte sul Brenta, raggiungeva il 35 per mille; il raggio minimo di curvatura era di 80 metri e la velocità massima dei convogli era, in origine, limitata a 20 km/h.
La tratta urbana inaugurata nel 1909 era armata con rotaie Phoenix da 42 kg/m, mentre il percorso extraurbano fu contestualmente rinnovato con l'adozione di rotaie analoghe alle precedenti ma pesanti 26 kg/m.
Per la trazione elettrica, anche per motivi legati alla presenza di un'unica sottostazione da realizzarsi in quel di Padova che avrebbe dovuto alimentare l'intera rete, fu scelto l'inusuale sistema ad alta tensione in corrente alternata a 6.000 V, 25 Hz, in analogia a quanto da poco attuato sulla Ferrovia della Valle Brembana. L'esercizio fu avviato, non senza inconvenienti dato che si trattava di una delle prime utilizzazioni in Italia del sistema monofase ad alta tensione. Per ragioni legate alla sicurezza la tratta urbana da Padova Santa Sofia a piazza Garibaldi era tuttavia alimentata alla tensione standard di 600 V in corrente continua, imponendo il ricorso ad elettromotrici bicorrenti. Il tratto neutro di passaggio dalla bassa all'alta tensione era situato nella zona chiamata Stanga.
Il deposito-officina utilizzato dal materiale a trazione elettrica fu attivato negli anni trenta in un'area adiacente a via Sografi; all'interno dello stesso i binari erano alimentati alla tensione di 300 V c.c.

### Percorso

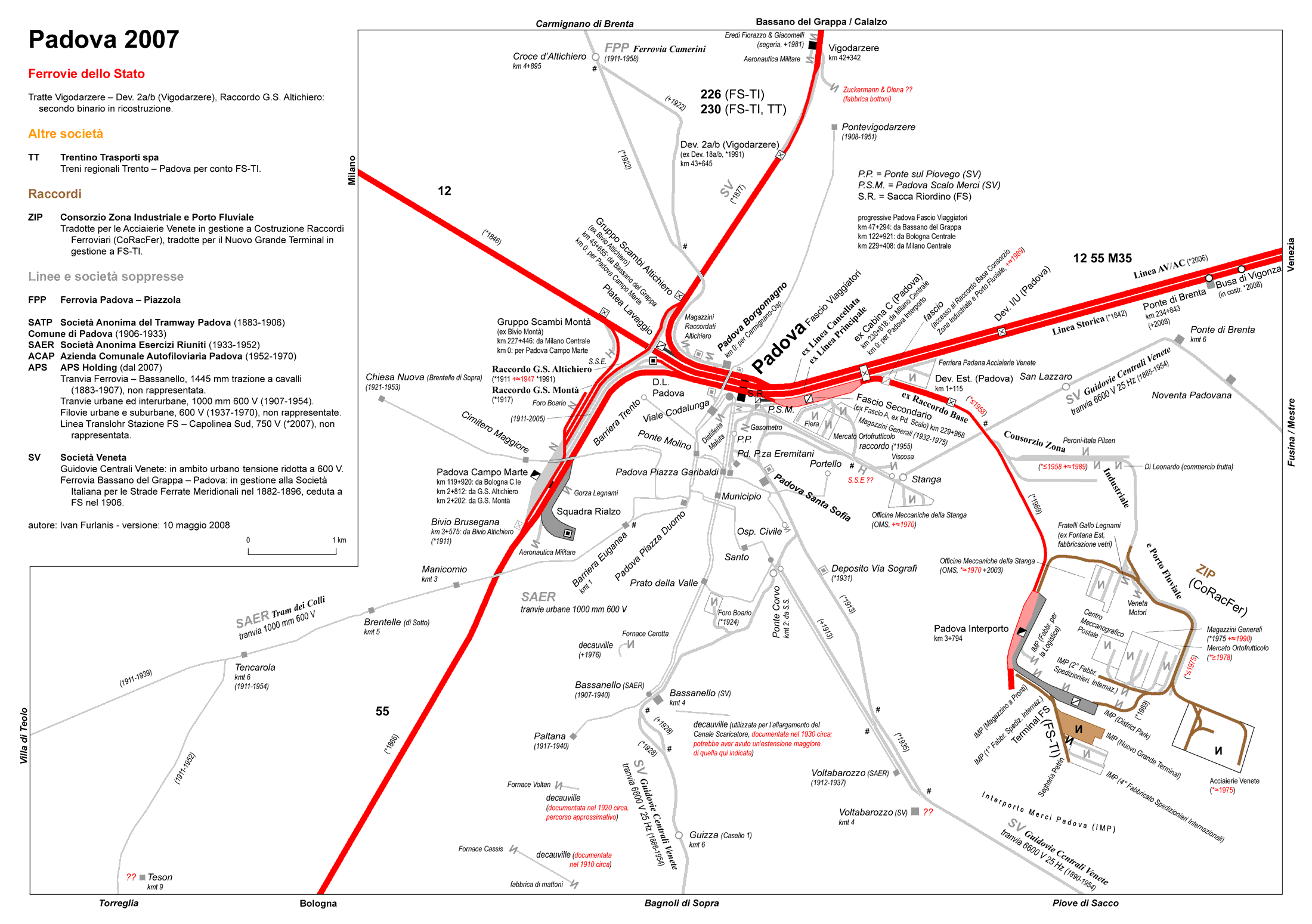
Mappa ferrotranviaria di Padova, con indicati i percorsi delle linee GCV

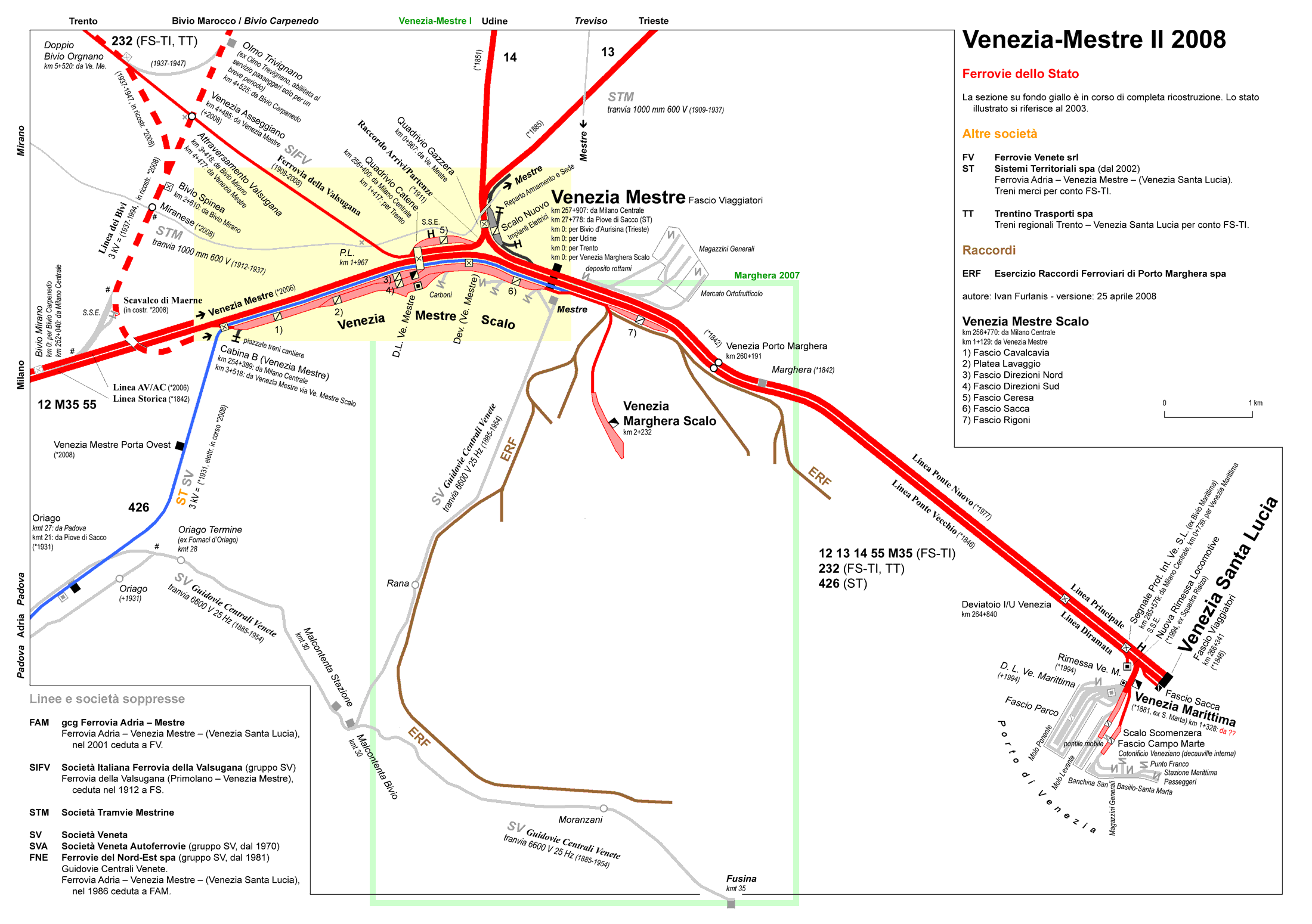
Mappa ferrotranviaria del nodo di Mestre

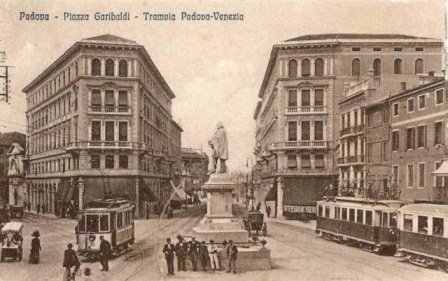
Padova, capolinea di piazza Garibaldi

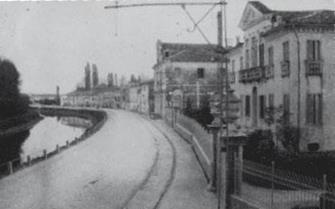
Mira - Villa Franceschi - via Don Minzoni

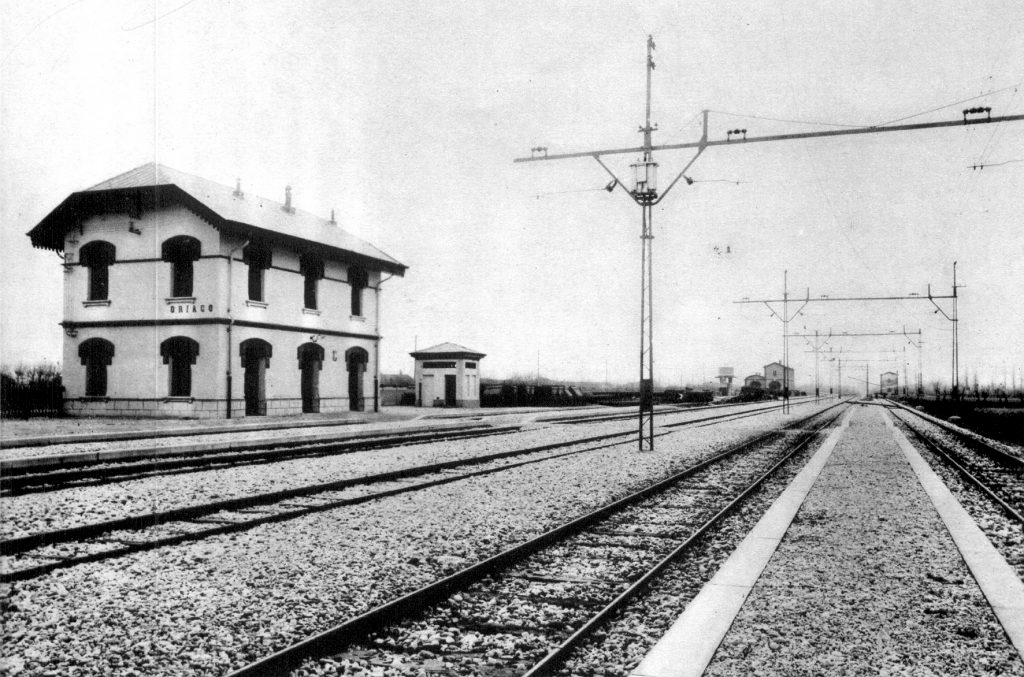
Stazione di Oriago

Il principale terminale urbano delle Guidovie Centrali Venete era la stazione di Padova Santa Sofia, che sorgeva in via Morgagni di fronte all'autostazione in servizio fino al 2009, sull'omonima riviera presso la quale fino al 1883 attraccavano le barche con le merci provenienti da Venezia. Da questo impianto la linea per Bagnoli di Sopra si diramava seguendo la Circonvallazione Esterna, mentre quella per Piove di Sacco transitava per Via Sografi e quella per Fusina e Mestre seguiva l'itinerario per Via Gozzi, proseguendo parallelamente a Via Tommaseo poco distante da questa per poi immettersi in Via Venezia.
Dal 1909 al 1928 la relazione per Padova e Fusina utilizzò inoltre, per il tratto di penetrazione urbana, le vie Giotto, Foscolo e Tommaseo, con capolinea in piazza Garibaldi.
La tratta urbana era interessata da un intenso movimento di carri merci grazie ai raccordi con il mercato ortofrutticolo, lo stabilimento Viscosa e soprattutto quello con l'Officina Meccanica della Stanga, il cui raccordo si diramava poco prima della omonima fermata.
Il tracciato della tranvia, di 36 km fino a Fusina, seguiva prevalentemente la sede stradale per quasi tutto il percorso lungo la riviera del Brenta; solo per poco più del 10% era in sede propria.
Lasciata la periferia di Padova, la tranvia seguiva inizialmente il percorso della via Noventana, servendo San Lazzaro, Ponte di Brenta e Noventa Padovana; scavalcato il Naviglio del Brenta veniva raggiunta la località di Stra con un passaggio davanti alla ben nota Villa Pisani.
Da qui la riviera del Brenta veniva seguita fino a Oriago servendo Barbariga, Fiesso d'Artico e Paluello per giungere a Dolo, servito dalle fermate "Dolo Centro" e "Dolo tram". L'importante cittadina di Mira, successiva località, era servita da ben quattro fermate.
Giunta in prossimità di Oriago la tranvia incontrava la variante realizzata nel 1931: rispetto all'originario tracciato che si manteneva lungo la strada sulla riviera del Brenta, con un breve tratto in sede proprio che volgeva verso est veniva impegnato il sedime della nuova ferrovia Adria-Mestre, giungendo alla relativa stazione ferroviaria nella quale i binari 3, 4 e 5 erano elettrificati per il servizio tranviario; la linea si distaccava dalla ferrovia seguendo il tracciato di quella che in seguito sarebbe diventata via Veneto.
Superata la stazione di Malcontenta con la celeberrima Villa Foscari (il tratto di riviera in prossimità della stessa assume proprio il nome di via della Stazione) si raggiungeva Malconenta Bivio, da cui si diramava il tronco diretto a Mestre.
Giunti a Fusina i convogli trovavano coincidenza con i battelli per Venezia gestiti dalla Società Veneta Lagunare, anch'essa controllata dalla Società Veneta.
La diramazione per Mestre correva sull'argine occidentale del canale Mestre–Malcontenta e in origine era priva di fermate in considerazione della scarsa urbanizzazione dell'area che correva nella zona paludosa e malarica detta dei Bottenighi. Con la costruzione del quartiere di Marghera e la tombinatura del canale, l'argine divenne l'attuale via Fratelli Bandiera e il tram prese ad osservarvi una fermata chiamata Rana.
Il capolinea dal lato di Mestre era posto alla fine di tale odierna strada, dal lato opposto rispetto alla stazione ferroviaria di Mestre: il collegamento con i capolinea delle tranvie urbane era possibile per mezzo di una passerella pedonale; solo nel 1933 tale zona poté essere raggiunta per via stradale.

## Materiale rotabile

### Locomotive a vapore
Le Guidovie Centrali Venete disponevano, per l'esercizio a vapore delle proprie linee, di un parco relativamente omogeneo di locomotive cabinate a due assi di tipo tranviario con rodiggio 0-2-0t. Le prime 8 unità, realizzate dalla Henschel & Sohn di Kassel, erano numerate 171-178 (i nomi assegnati a tali unità erano rispettivamente Dolo, Stra, Bagnoli, Conselve, Mira, Ponte di Brenta, Sillaro e Savena) e furono immesse in servizio nel 1885 sulle relazioni Padova-Fusina/Mestre. Si trattava di locomotive leggere, di sole 19 t, che potevano esprimere una potenza di 84,5 kW. La velocità massima era di 30 km/h.
L'apertura della linea per Bagnoli di Sopra comportò l'acquisto, nel 1886, di ulteriori unità che vennero acquistate in numero di 9 (gruppo 179-187) per l'utilizzo, oltre che su tale relazione, anche sulla tranvia Bologna-Imola, inaugurata nel medesimo anno. Il lotto fu diviso fra due costruttori: le unità 179-184 furono fornite dalla stessa Henschel & Sohn, mentre le successive unità, destinate alla linea emiliana, vennero realizzate dalla Maschinenfabrik Emil Kessler, di Esslingen; agli esemplari 180, 181, 184 e 187 risultano assegnati i nomi di Noventa, Oriago, Cartura e Abano.
L'apertura dell'altra tranvia patavina, la Padova-Piove di Sacco, comportò l'acquisto di ulteriori due unità, numerate 188-189, del tutto analoghe alle precedenti ma costruite dalla Società Italiana Ernesto Breda.
Le locomotive citate vennero rinumerate dopo il 1915 e inserite nei gruppi 140-154 e 160-162. A tali unità si aggiunse in seguito la locomotiva n.23, a sua volta rinumerata 263, proveniente dalla ferrovia Vicenza-Schio e trasferita in seguito sulla San Giorgio di Nogaro-Cervignano.
La locomotiva rinumerata 149 fu ceduta nel 1950 alla Ferrotramviaria, per il traino dei treni cantiere dell'allora costruenda ferrovia Bari-Barletta.

### Elettromotrici e rimorchiate
La prima dotazione di materiale a trazione elettrica, destinato al servizio sulla linea di Malcontenta, era costituita da 10 elettromotrici e 5 rimorchiate a carrelli di costruzione MAN con parte elettrica AEG/Thomson Houston; le motrici, dalla caratteristica cassa in teak, vennero immatricolate come 001-010, presentavano un rodiggio Bo'-2, pesavano 30 t e raggiungevano la velocità massima di 40 km/h. L'azionamento era bitensione 600 V c.c. /6000 V, 25 Hz c.a..
Nel 1910 si aggiunsero al parco altre 4 elettromotrici, leggermente più potenti e con entrambi i carrelli motori (rodiggio Bo'Bo'), immatricolate 041-044.
Un nuovo gruppo si aggiunse poi nel 1928/29, costituito dalle 4 elettromotrici 021-024, dotate del medesimo rodiggio della prima serie ma realizzate dall'Officina Meccanica della Stanga, con azionamenti CGE.
Per il traffico merci la SV ordinò nel 1926 alla Carminati & Toselli 3 locomotive a carrelli con cabina centrale in grado di trainare convogli da 600 t. Utilizzate sovente anche nel servizio passeggeri, tali unità furono affiancate nel 1928 da ulteriori 3 locomotive analoghe andando a costituire il gruppo E.401-406. Alla chiusura delle "Guidovie" numerose unità del gruppo furono cedute alla Società per le Tranvie Elettriche di Terni (STET) per l'esercizio sulla linea Terni-Ferentillo e per le manovre all'interno delle acciaierie di Terni; una di esse ed è stata oggetto di un restauro estetico nel 2008.

### Carrozze viaggiatori
Come materiale rimorchiato le Guidovie Centrali Venete disponevano in origine di 42 vetture di cui 8 a terrazzini, tutte miste di prima e terza classe o di sola terza classe, di differenti lunghezze e capacità. A tali veicoli si aggiunsero le rimorchiate consegnate assieme ai diversi gruppi di elettromotrici consegnati a partire dal 1909.
Alla chiusura delle linee venete 11 di tali rimorchiate (unità 162÷171 e 175) furono cedute alla Società Romana per le Ferrovie del Nord (SRFN) per il servizio sulla ferrovia Roma-Civita Castellana-Viterbo; una di tali unità fu in seguito acquisita dal Comitato per la Storia di Ferrovie e Tranvie (CSFT) di Bologna.

### Materiale motore - prospetto di sintesi
| Unità     | Tipo                         | Anno di acquisizione | Costruttore               | Note |
| --------- | ---------------------------- | -------------------- | ------------------------- | --- |
| 171÷178   | Locomotive a vapore cabinate | 1885                 | Henschel                  | Costruite per la Padova-Fusina/Mestre; 176 demolita per incidente nel 1908, 175 e 178 trasferite sulla Bologna-Imola |
| 179÷184   | Locomotive a vapore cabinate | 1886                 | Henschel                  | Costruite per la Padova-Bagnoli di Sopra                                                                             |
| 185÷187   | Locomotive a vapore cabinate | 1886                 | Kessler                   | Costruite per la Bologna-Imola, ove prestò servizio la 186                                                           |
| 188÷189   | Locomotive a vapore cabinate | 1890                 | Breda                     | Costruite per la Padova-Piove di Sacco, prestarono servizio sulla Bologna-Imola                                      |
| 001÷010   | Elettromotrici               | 1908-1909            | MAN / AEG Thomson Houston | |
| 021÷024   | Elettromotrici               | 1928-1929            | Stanga / CGE              | |
| 041÷044   | Elettromotrici               | 1910                 | MAN / AEG Thomson Houston | |
| E.401÷406 | Locomotive elettriche        | 1926                 | Carminati & Toselli       | |